# Lorenzo Cinque
Lorenzo Cinque (* 22. August 1991 in Rom) ist ein italienischer Fußballspieler, der zurzeit vereinslos ist. Er spielt im Sturm, bevorzugt als Mittelstürmer.

## Karriere
Cinque wurde bei Lazio Rom ausgebildet. Nach einigen Stationen in den italienischen Ligen wechselte er zum Schweizer Traditionsverein Servette FC. Nach einem halben Jahr bei den Genfern und nach nur fünf Einsätzen wurde der Vertrag mit Cinque jedoch wieder aufgelöst.